# Georges Clauzade
Georges Clauzade, né le 2 septembre 1914 à Marseille et décédé le 10 juillet 2002 à Cavaillon, est une botaniste et lichénologue français. 

## Biographie
Après son baccalauréat, il étudie à la faculté des sciences de Marseille. Il obtient un licence ès sciences naturelles et le Diplôme d’Étude Supérieur en Géologie. Il est reçu en 1937 à l’agrégation de sciences naturelles. 
Il devient professeur de sciences naturelles au lycée d’Amiens de 1936 à 1939,  puis à Marseille jusqu'en 1947. De 1947 à 1966, il enseigne au lycée d’Apt. En parallèle, il étude  la botanique, en particulier la phytosociologie des lichens avec Maurice Bouly de Lesdain.
Reconnu pour son expertise, il obtient un détachement de quatre ans au CNRS pour travailler à plein temps en lichénologie. Il travaille avec Yves Rondon,  à  la  faculté  de  pharmacie  de Marseille. Durant ces quatre ans, il étudie des groupements lichéniques de Provence et rédige en  collaboration  avec  Paul Ozenda, Les Lichens, étude biologique et flore illustrée, qui paraît en 1970.
Il termine sa carrière d'agrégé à l’école normale d’Avignon, de 1970 à 1975.
À partir de 1970, il forme de nombreux botanistes dont Juliette Asta, Claude Roux, ou Xavier Llimona à la lichénologie méditerranéenne.
Conscient des problèmes linguistiques, il prône l’usage de l’espéranto qu'il pratique tant à l’écrit qu’à l’oral. Il est le premier lichénologue à utiliser la langue internationale dans ses publications. En 2002, il participe à la révision du Plena ilustrita vortaro de Esperanto (dictionnaire illustré complet  d’espéranto).
En 1985, il publie avec Claude Roux l'ouvrage Likenoj de okcidenta Eǔropo : ilustrita determinlibro (Lichens d'Europe occidentale: un livre de détermination illustré) puis en 1989 Nelikeniĝintaj fungoj likenloĝaj : ilustrita determinlibro (Champignons lichénicoles non lichénisés) avec Claude Roux et Paul Diederich. 

## Reconnaissance
La Société botanique de France lui attribue le Prix de Coincy en 1974    
En 2000, il reçoit le prix Acharius de l'Association internationale de Lichénologie (International Association for Lichenology) pour l'ensemble de son œuvre. Georges Clauzade a rédigé 53 articles et quatre livres, références pour  les lichens du sud-ouest de l'Europe.   